# 雅克·卡蒂埃
雅克·卡蒂埃（法語：Jacques Cartier，1491年12月31日—1557年9月1日）是法国探险家、航海家。雅克·卡蒂埃在法国国王弗朗索瓦一世的资助下一共进行了三次航行。既未能开辟通往东方的西北航道，又未能发现黄金，失败了的雅克·卡蒂埃只能黯然返回家乡。尽管他的探索成果令法国人感到万分失望，但成功的为欧洲人开启了加拿大的大门，以后的数百年间加拿大向欧洲输入了大量的皮毛。他是第一位描述聖羅倫斯灣並描製地圖的歐洲人，对聖羅倫斯河流域进行的考察也为新法兰西的建立奠定了基础。

## 早年经历
雅克·卡蒂埃于1491年出生在布列塔尼半岛西北岸港口城市圣马洛。他在家乡名声不错，这一点可以从他的名字作为教父或公证人而经常性的出现在洗礼名单上可以看出。当时，在西班牙与葡萄牙航海所带来的丰厚利润刺激下，西北欧的国家曾试图开辟大西洋北部通往中国的航线--西北航道。同当时很多的探险家一样，卡蒂埃希望能找到从欧洲到东方的新航线。在参加1523年的远航后，卡蒂埃并从中汲取了足够的航海经验。

## 航海经历

### 处女航（1534年）

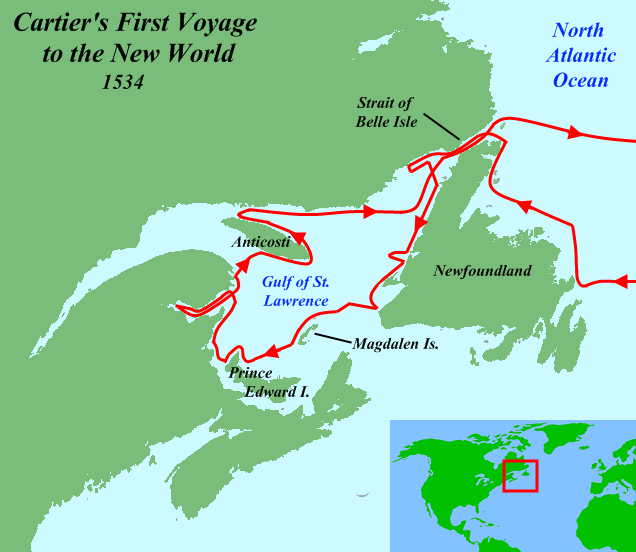
雅克·卡蒂埃的第一次航行

1534年，布列塔尼公国与法国签订《联盟法令》。鉴于西班牙在美洲获得大量黄金，又由于雅克·卡蒂埃的游说，法国国王给与了雅克·卡蒂埃资助。此前佛罗伦萨探险家乔瓦尼·达韦拉扎诺曾于1524年受法方委托探访北美洲东岸。拉扎诺引用纽芬兰到巴西的航路证明卡蒂埃有能力发现新大陆。
1534年4月20日，卡蒂埃受法国国王弗朗索瓦一世派遣，率领61人乘一艘大帆船前往亚洲开拓市场。按照派遣书所述，卡蒂埃将前往“声称发现大量黄金和贵重物品的某座岛屿或大陆某处”（意指中国和日本），他们从家乡布列塔尼地区的圣马洛港出发到北方探险，勘探通往亚洲的航道。在海上航行了3周后的5月10日，他们抵达纽芬兰部分地区，即现在加拿大东海岸的聖老楞佐灣加斯佩西-马德莱娜群岛区。在聖老楞佐湾，那里有大群的海豹和海象，而附近纽芬兰岛海域有大量的鳕鱼，这是早年由约翰·卡波特发现的土壤肥沃的纽芬兰渔场。卡蒂埃在沙勒尔湾北面首次遇到有可能是加拿大原住民的米克马克人，双方有过交易。7月24日，卡蒂埃以国王的名义正式占领该地。由于没能找到一条通往中国的水道，9月份，蒂埃返回了法国。
在美洲时，卡蒂埃采取了欧洲探险家们惯用的手段，绑架了当地酋长的两个儿子当地人酋长终于同意他们可以用欧洲货物进行贸易。抓来的印第安酋长告诉他内陆有三个富有的王国。

### 第二次航行（1535年–1536年）

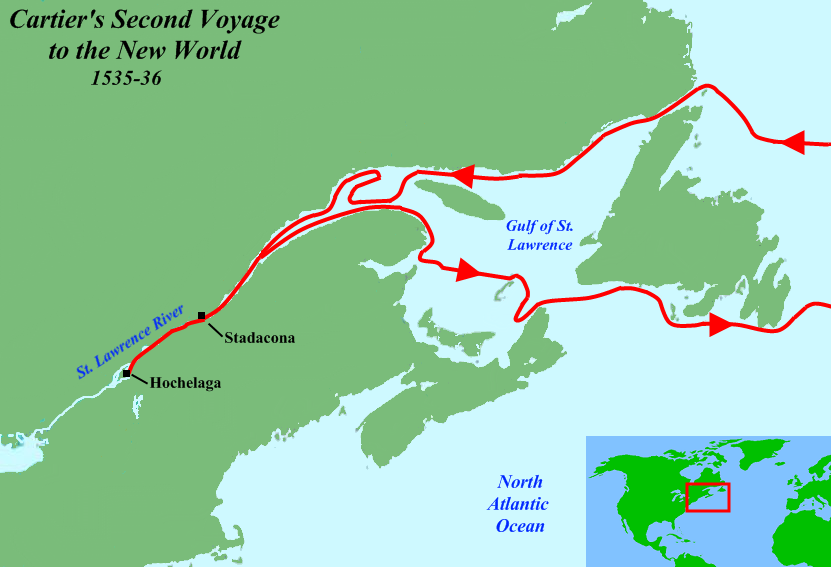
雅克·卡蒂埃的第二次航行

第二年5月，卡蒂埃再次北航。他进入聖老楞佐河河口，沿着聖老楞佐河道深入内陆，远行至现今的魁北克市。他登陆时，问当地的印第安人这是什么地方，他们回答说是Canada。意为村庄或居住地，加拿大的名字由此而来。他在易洛魁人的村庄附近建立基地。接着，他又乘小船向上游方向探测，到达了印第安人的村庄霍切里加。随后湍急的河水使得他所驾驶的三桅船无法继续前行。卡蒂埃将他在霍切里加村附近登上的山，命名为蒙特利尔（“皇家山”之意）。。后来，又以蒙特利尔命名了法国定居者于1642年在此建立的一座城市，就是现今的蒙特利尔市。在美洲大陆北部，传教士的活动是相当活跃的。
1536年的冬天，由于无法补充维生素C，103名水手中有100人患上了坏血症，其中25人濒于死亡。从土著印地安人那里听说，喝浸泡过的柏树叶水可以治疗坏血病，水手们因此得救。

### 第三次航行（1541年–1542年）
回到法国后，为了继续自己的探险，卡蒂埃吹嘘加拿大拥有丰富的黄金、白银和香料，再次说服法国国王，组织新的探险队。1541年，卡蒂埃率领五艘帆船，搭载着法国移民，前往北美大陆建立殖民地，再次来到蒙特利尔。奥什拉加村的印第安人告诉卡蒂埃，在萨格奈河流域，盛藏着宝贵的矿物。卡蒂埃来到那里挖出矿产，并携带了满满一筐的“黄金和宝石”返回法国，却被鉴定只是铜、黄铁和云母矿石而已。从此，卡蒂埃名声扫地，失去了国王的信任，“像加拿大钻石一样虚假”甚至成为了法国的知名諺語典故。这次探险的失败，使法国失去了前往海外开拓的兴趣长达半个世纪之久，加之16世纪下半叶爆发的宗教战争，开发加拿大的行动进行地相当缓慢，直至17世纪才到达一个新阶段。

## 余生
第三次航行后，未能带来高额利润的雅克·卡蒂埃回到了家乡圣马洛，後來常擔任葡萄牙語的翻譯，并在那里度过了余生。他从死亡年龄可能是65岁或66岁，如果66岁的话，他可能是由于瘟疫死于1557年9月1日。，有可能是因為斑疹傷寒，不过也有许多参考资料认为他的死因不明，他埋在圣文森大教堂。

## 重新探索卡蒂埃的第一個殖民地
2006年8月18日，魁北克省長庄社理宣布加拿大的考古學家已發現卡蒂埃的第一個殖民地查爾斯堡的確切位置。殖民地是建在Cap Rouge和聖老楞佐河匯流的位置，是依照燒毀的木材遺跡定年，發現可定年到十六世紀中，另一個證據是一個義大利法恩扎製作，精美的Istoriato盤子的碎片，製作間是在1540至1550年間，應該是屬於法國殖民地中貴族成員中的一員。最有可能的是取代卡蒂埃成為此地首領的Jean-François Roberval。這個殖民地是在西元1000年後維京人在北紐芬蘭蘭塞奧茲牧草地建立村莊後，第一個已知的歐洲殖民地。這個發現被認為是加拿大考古上發現蘭塞奧茲牧草地後，最重要的一次發現

## 紀念

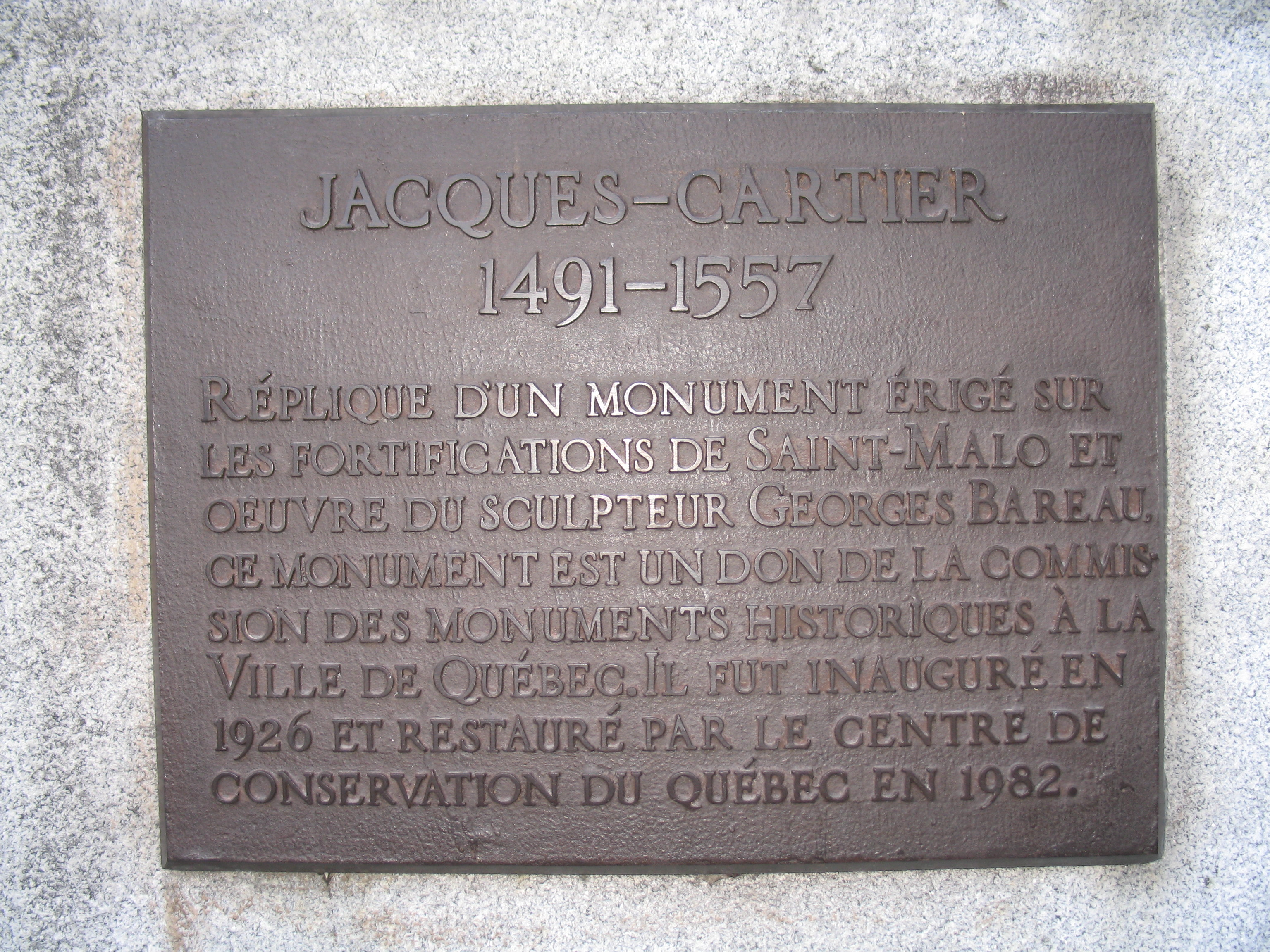
雅克·卡蒂埃的牌匾

- 雅克·卡蒂埃廣場，蒙特利尔舊港（Vieux Port）的主要街道
- 雅克·卡蒂埃河（英语：Jacques-Cartier River），位在蒙特利尔
- 雅克·卡蒂埃橋（英语：Jacques-Cartier Bridge），位在蒙特利尔
- 雅克·卡蒂埃公園（英语：Jacques-Cartier State Park），位在紐約聖老楞佐縣
- 卡蒂埃館（Cartier Pavilion），1955年在圣让皇家军事学院（英语：Royal Military College Saint-Jean）建立

## 延伸閱讀
- Blashfield, Jean F, , Compass Point Books, 2002  [2015-07-22], ISBN 0-7565-0122-9, （原始内容存档于2020-01-29）
- Cartier, Jacques. Ramsay Cook , 编. . Toronto: University of Toronto Press. 1993  [2015-07-22]. ISBN 0-8020-5015-8. （原始内容存档于2020-02-09）.
- Greene, Meg, , Rosen Central, 2004  [2015-07-22], ISBN 0-8239-3624-4, （原始内容存档于2019-12-23）
- Guitard, Michèle (1984). Jacques Cartier in Canada. Ottawa: National Library of Canada. Text in English and in French, in parallel columns. ISBN 978-0-662-52832-6
- Jacob, Yves,  (French version), Éditions l'Ancre de marine, 2000, ISBN 2-84141-145-1
- Trudel, Marcel. .  Vol. 1. Toronto: University of Toronto Press. 1966: 154–172  [2015-07-22]. （原始内容存档于2008-06-22）.
- Trudel, Marcel. . Toronto: McClelland and Stewart. 1973. ASIN B000RQPTDK

## 外部連結
- Jacques Cartier的作品  - 古騰堡計劃
- Biography（页面存档备份，存于） at the Dictionary of Canadian Biography Online
- English translation of Cartier's accounts （页面存档备份，存于）
- Jacques Cartier at Civilization.ca （页面存档备份，存于）
- Watch a Heritage Minutes feature on Jacques Cartier （页面存档备份，存于）